# Marius Thuesen
Marius Laurits Theodor Jensen Thuesen (Holbæk, 1878. január 23. – Koppenhága, 1941. július 12.) olimpiai ezüstérmes dán tornász.
Az 1906. évi nyári olimpiai játékokon indult tornában és csapat összetettben ezüstérmes lett. (Később ezt az olimpiát a Nemzetközi Olimpiai Bizottság nem hivatalosnak nyilvánította)
Az 1908. évi nyári olimpiai játékokon is indult tornában és csapat összetettben 4. lett.
Klubcsapata a Københavns Gymnastikforening volt.